# Episodi di Feud (prima stagione)

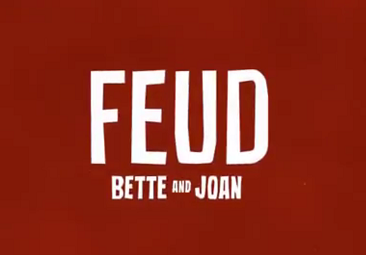
Logo della prima stagione

La prima stagione della serie televisiva Feud intitolata Feud: Bette and Joan e composta da otto episodi, è stata trasmessa in prima visione assoluta sul canale statunitense FX dal 5 marzo 2017.
In Italia, la stagione è stata trasmessa dal 7 al 28 gennaio 2018 su Studio Universal, canale a pagamento della piattaforma Mediaset Premium.
Il cast principale di questa prima stagione è composto da Jessica Lange, Susan Sarandon, Judy Davis, Jackie Hoffman, Alfred Molina, Stanley Tucci e Alison Wright.
| nº | Titolo originale                                   | Titolo italiano                                                       | Prima TV USA   | Prima TV Italia |
| -- | -------------------------------------------------- | --------------------------------------------------------------------- | -------------- | --------------- |
| 1  | Pilot                                              | Pilota                                                                | 5 marzo 2017   | 7 gennaio 2018  |
| 2  | The Other Woman                                    | L'altra donna                                                         | 12 marzo 2017  | 7 gennaio 2018  |
| 3  | Mommie Dearest                                     | Mammina cara                                                          | 19 marzo 2017  | 14 gennaio 2018 |
| 4  | More, or Less                                      | Più o meno                                                            | 26 marzo 2017  | 14 gennaio 2018 |
| 5  | And the Winner is... (The Oscars of 1963)          | E la vincitrice è... (gli Oscar del 1963)                             | 2 aprile 2017  | 21 gennaio 2018 |
| 6  | Hagsploitation                                     | Hagsploitation                                                        | 9 aprile 2017  | 21 gennaio 2018 |
| 7  | Abandoned!                                         | Abbandonata                                                           | 16 aprile 2017 | 28 gennaio 2018 |
| 8  | You Mean All This Time We Could Have Been Friends? | In altre parole... in tutti questi anni avremmo potuto essere amiche? | 23 aprile 2017 | 28 gennaio 2018 |

## Pilota
- Titolo originale: Pilot
- Diretto da: Ryan Murphy
- Scritto da: Jaffe Cohen, Michael Zam e Ryan Murphy

### Trama
Dopo essersi resa conto che la sua carriera sta decadendo, Joan Crawford propone un adattamento cinematografico del libro Che fine ha fatto Baby Jane? al direttore televisivo Robert Aldrich che debba vedere come protagoniste lei stessa e Bette Davis. Dopo varie titubanze, Robert propone l'idea al direttore della Warner Bros., l'eccentrico Jack Warner, che immediatamente rifiuta a causa dei diverbi passati che ebbe con le attrici. Dopo aver accettato alla fine, fin dai primi momenti sul set la rivalità delle due attrici si fa sentire.
- Special guest star: Catherine Zeta-Jones (Olivia de Havilland), Kathy Bates (Joan Blondell).
- Guest star: Kiernan Shipka (B.D. Merrill), Mark Valley (Gary Merrill), Reed Diamond (Peter), Ken Lerner (Marty), Joel Kelley Dauten (Adam Freedman).
- Ascolti USA: telespettatori 2 260 000 – share 18-49 anni 0.5%[2]

## L'altra donna
- Titolo originale: The Other Woman
- Diretto da: Ryan Murphy
- Scritto da: Jaffe Cohen, Michael Zam e Tim Minear

### Trama
La rivalità tra le due attrici continua sempre di più nel set, portando sempre l'una a voler prevalere sull'altra. Ad aggravare ciò ci sono i problemi che entrambe hanno in casa, a partire con i figli. Aldrich è costretto a stare metà dalla parte di Bette e metà da quella di Joan.
- Special guest star: Catherine Zeta-Jones (Olivia de Havilland), Kathy Bates (Joan Blondell).
- Guest star: Kiernan Shipka (B.D. Merrill), Molly Price (Harriet Foster Aldrich), Reed Diamond (Peter), Dominic Burgess (Victor Buono), Joel Kelley Dauten (Adam Freedman).
- Ascolti USA: telespettatori 1 320 000 – share 18-49 anni 0.3%[3]

## Mammina cara
- Titolo originale: Mommie Dearest
- Diretto da: Gwyneth Horder-Payton
- Scritto da: Tim Minear

### Trama
Una sera, Bette e Joan sono a cena insieme ed entrambe vengono a conoscenza dei segreti dell'una e dell'altra. Purtroppo, però, quando continuano a lavorare per il film il clima di rivalità è sempre più acceso.
- Guest star: Kiernan Shipka (B.D. Merrill), Dominic Burgess (Victor Buono).
- Ascolti USA: telespettatori 1 080 000 – share 18-49 anni 0.3%[4]

## Più o meno
- Titolo originale: More, or Less
- Diretto da: Liza Johnson
- Scritto da: Gina Welch e Tim Minear

### Trama
Contrariamente a quanto molti si aspettavano, Baby Jane ha un enorme successo. Senza nessun'altra proposta, la gelosia di Joan aumenta quando Bette è caldamente acclamata dal pubblico. Ha paura che ad essere nominata agli Oscar del 1963 non sarà lei, ma Bette. Nello stesso tempo Pauline, l'assistente di Aldrich, spera di dirigere un film da lei scritto, ma sia Robert che Joan (alla quale era stato chiesto di prendere parte) non considerano l'idea.
- Special guest star: Catherine Zeta-Jones (Olivia de Havilland), Kathy Bates (Joan Blondell).
- Guest star: Molly Price (Harriet Foster Aldrich), Dominic Burgess (Victor Buono), Toby Huss (Frank Sinatra), Ken Lerner (Marty), Joel Kelley Dauten (Adam Freedman).
- Ascolti USA: telespettatori 1 210 000 – share 18-49 anni 0.3%[5]

## E la vincitrice è... (gli Oscar del 1963)
- Titolo originale: And the Winner is... (The Oscars of 1963)
- Diretto da: Ryan Murphy
- Scritto da: Ryan Murphy

### Trama
Con la nomina di Bette Davis agli Oscar come Miglior Attrice e l'indifferenza nei confronti di Joan, quest'ultima e Hedda Hopper cercano di far perdere Bette convincendo i votanti a votare per le altre candidate. Joan persuade Geraldine Page di non presentarsi alla cerimonia e di permettere a Joan di prenderle l'Oscar in caso di vittoria; Anne Bancroft, inoltre, non potendo presentarsi alla cerimonia chiede a Joan di prenderle anch'essa il premio in caso di vittoria. Offrendo se stessa come presentatrice, ella si presenta totalmente colorata d'argento, rimarcando il suo ruolo da "seconda". La Bancroft è la vincitrice e, davanti a una Bette infuriata, a Joan viene consegnato l'Oscar.
- Special guest star: Catherine Zeta-Jones (Olivia de Havilland), Sarah Paulson (Geraldine Page).
- Guest star: Serinda Swan (Anne Bancroft), John Rubinstein (George Cukor), Philip Boyd (Maximilian Schell), Joel Kelley Dauten (Adam Freedman), Brooke Star (Cindy Crawford), Chelsea Summer (Cathy Crawford).
- Ascolti USA: telespettatori 1 350 000 – share 18-49 anni 0.4%[6]

## Hagsploitation
- Titolo originale: Hagsploitation
- Diretto da: Tim Minear
- Scritto da: Tim Minear e Gina Welch

### Trama
Mentre Joan promuove il suo nuovo film, 5 corpi senza testa, Jack Warner propone a Aldrich di scritturare un altro film horror come era stato Baby Jane. Robert elabora un copione di un film intitolato Piano... piano, dolce Carlotta che, però, come produttore avrà Darryl F. Zanuck, a causa di un diverbio con Jack. Robert chiede sia a Joan che a Bette di essere le due protagoniste, come nel film precedente. Bette comincia a fare da braccio destro per ogni cosa ad Aldrich e i sospetti di Joan che ci sia una relazione tra i due vengono aumentati quando li sente ridere e bere insieme nella camera del produttore.
- Guest star: Dominic Burgess (Victor Buono), Matthew Glave (Joseph Cotten), John Waters (William Castle).
- Ascolti USA: telespettatori 1 060 000 – share 18-49 anni 0.28%[7]

## Abbandonata
- Titolo originale: Abandoned!
- Diretto da: Helen Hunt
- Scritto da: Jaffe Cohen e Michael Zam

### Trama
Il nuovo film, ora intitolato Piano...piano, dolce Carlotta diventa un tormento per Joan, a cui sembra che Bette la voglia umiliare pubblicamente, dirigendo il film. Quando viene a conoscenza che precedentemente Aldrich aveva chiesto a Bette di essere produttore esecutivo del film e quando una sera hanno lasciato lei e Mamacita sole perché non le era stato annunciato che la produzione del film si sarebbe trasferita altrove, va su tutte le furie. Quando le riprese tornano a Los Angeles, Joan si dichiara malata, sperando che la 20th Century Fox cancelli il film. Joan però apprende che stanno cercando di sostituirla e viene a sapere via radio che è stata sostituita da Olivia de Havilland, grande amica di Bette. Joan in ospedale va su tutte le furie portando anche Mamacita a lasciarla sola in preda alla disperazione.
- Special guest star: Catherine Zeta-Jones (Olivia de Havilland), Kathy Bates (Joan Blondell).
- Guest star: Kiernan Shipka (B.D. Merrill), Dominic Burgess (Victor Buono), Matthew Glave (Joseph Cotten), Joel Kelley Dauten (Adam Freedman), John Rubinstein (George Cukor), Earlene Davis (Agnes Moorehead).
- Ascolti USA: telespettatori 1 310 000 – share 18-49 anni 0.36%[8]

## In altre parole... in tutti questi anni avremmo potuto essere amiche?
- Titolo originale: You Mean All This Time We Could Have Been Friends?
- Diretto da: Gwyneth Horder-Payton
- Scritto da: Gina Welch

### Trama
In seguito a una terribile esperienza nel 1969 con il film Trog, Joan si ritira ufficialmente dallo schermo. Negli anni in seguito al ritiro, la sua salute peggiora rapidamente e le viene diagnosticato nel 1976 un cancro. Una sera, Joan, durante un'allucinazione, immagina di vedere nel salone di casa sua Hedda Hopper e Jack Warner che stanno avendo una festa, a cui si aggiunge. In seguito si aggiunge anche Bette Davis. Pur essendo una realtà nella mente di Joan, quest'ultima e Bette decidono di interrompere la faida e cominciare a diventare vere amiche. L'allucinazione finisce quando Mamacita, tornata dalla Crawford, la "sveglia" da questa chiacchierata. Joan muore una settimana dopo. Bette, che dopo il film del 1964 ha ottenuto molti ruoli in televisione, apprende della morte di Joan da una giornalista che le chiede un commento. Bette, pur essendo abbastanza sconvolta, risponde con un ennesimo commento negativo verso Joan. Agli Academy Award del 1977, Bette esprime tristezza nelle breve apparizione di Joan nella proiezione dell'In Memoriam.  L'episodio finisce con un flashback al primo giorno di prove per Baby Jane, dove le due sembrano mostrare simpatia l'una per l'altra, prima di entrare nei loro camerini.
- Special guest star: Catherine Zeta-Jones (Olivia de Havilland), Kathy Bates (Joan Blondell).
- Guest star: Kiernan Shipka (B.D. Merrill), Dominic Burgess (Victor Buono), Joel Kelley Dauten (Adam Freedman).
- Ascolti USA: telespettatori 1 300 000 – share 18-49 anni 0.30%[9]